# 四條畷市立四條畷中学校
四條畷市立四條畷中学校（しじょうなわてしりつしじょうなわてちゅうがっこう）は、大阪府四條畷市にある公立中学校。他の市立中学校同様に、大阪府の中学校としては珍しく学校給食を実施（学校給食センター方式）している。

## 沿革
1947年の学制改革により、当時の北河内郡四條畷町（現在の四條畷市のうち田原地区を除く地域）に四條畷町立中学校、また当時の北河内郡田原村（現在の田原地区）に田原村立田原中学校が設置された。
1961年に田原村が四條畷町に編入され、田原中学校は四條畷町立田原中学校と称するようになった。しかし1966年には、田原中学校は四條畷中学校に編入統合されている。
1967年には現在地に移転した。長らく四條畷町（1970年市制施行で四條畷市）で唯一の公立中学校だったが、1970年代には地域の宅地化で生徒数が増加したことに伴い、四條畷市立四條畷南中学校・四條畷市立四條畷西中学校の2校を相次いで分離した。
また田原地区でニュータウン・田原台が造成されたことに伴い、田原地区を校区とする四條畷市立田原中学校を1991年に分離した。
2018年に市による学校再編整備計画により、四條畷市立四條畷南中学校が廃校されたことに伴い、四條畷南中学校は四條畷中学校に統合された。

### 年表
- 1947年 - 四條畷町立四條畷中学校として開校。
- 1966年 - 四條畷町立田原中学校を統合。
- 1967年 - 現在地に移転。
- 1970年 - 四條畷町が市制施行で四條畷市となったことに伴い、四條畷市立四條畷中学校となる。
- 1971年 - 四條畷市立四條畷南中学校を分離。
- 1979年 - 四條畷市立四條畷西中学校を分離。
- 1991年 - 四條畷市立田原中学校を分離。
- 2018年 - 四條畷市立四條畷南中学校を統合。

## 通学区域
- 四條畷市立忍ヶ丘小学校と四條畷市立四條畷小学校の通学区域。

## 出身者
- 高橋幸慈 - 漫画家
- 俵万智 - 歌人
- 松前公高 - ミュージシャン
- 順風秀一 - プロ野球選手
- 高畑耕治 - 詩人
- 東修平 - 四條畷市長

## 交通
- JR片町線（学研都市線） 忍ケ丘駅 東へ約850m。